# 瘤子草属
瘤子草属（学名：Nelsonia）是爵床科下的一个属，为披散、被毛草本植物。该属仅有瘤子草（Nelsonia canescens）一种，分布于东半球热带地区。